# ダークエンジェル (テレビドラマ)
『ダーク・エンジェル』（Dark Angel）は、2000年10月から2002年まで放映されたアメリカ合衆国のSFテレビドラマシリーズ。

## 製作
エグゼクティブプロデューサーはチャールズ・H・イグリーとジェームズ・キャメロンである。
第1シーズンはパイロット版に当テレビドラマ至上最大の13億円を使うなどし、FOXの歴代1位視聴率を取った。しかし、第2シーズンは911事件が起きるなど時期が悪く、核戦争後の近未来の対立する2陣営という企画実現が出来ず、ミュータント達が数多く登場する物語になった。「人間対ジェネティック」で独立国を作ることを暗示してテレビシリーズは終わる。
FOX経営陣は火曜夜から金曜夜に移し、局自体不振のゴールデンタイムの視聴率回復を狙ったが、裏で人気番組の最終シーズンの放映と重なって視聴率が低下して打ち切りとなり、多くの謎を残した。
小説版では、第2シーズン以降のストーリーも綴られている。「戦闘前夜」（テレビシリーズ以前の話）、「スキンゲーム」（第2シーズンの続き）、「最終戦争」（完結編）

## あらすじ（導入部分）
2009年、ワイオミング州ジレットにある政府の極秘施設（マンティコア）から12人の少年少女が脱走した。彼らは遺伝子操作によって生み出された、特殊能力を持った人間（ジェネティック）であり、最強の戦闘マシンとなるべく厳しい訓練を受けていた。脱走後の彼らの消息は不明となった。
十年後、電磁波爆弾パルスによって、アメリカは荒廃した「貧乏超大国」となり、治安は悪化し混乱していた。政府は汚職や弾圧などの悪行を高度なテクノロジーを駆使して行っていた。そんな中、脱走した少女の一人、マックスはシアトルに移り住み、昼は配達人として働き、夜は美術品を盗み出して金に換える生活をしながら、かつての仲間たちや彼女を助けてくれた女性の消息を追っていた。
ある晩とあるビルの一室で高価な美術品を盗み出そうとしたマックスだったが、そこの住人ローガンに見つかってしまう。実はローガンは政府の悪事を暴く、隠れたサイバージャーナリスト「アイズオンリー」だった。政府の裏事情にも詳しいローガンはマックスの並外れた運動能力を見て、すぐさま秘密の施設との関連も知り得た。一方マンティコアの司令官ライデッカーは脱走した子供たちを追っており、マックスの背後にも徐々に迫ってきていた。二人の最新テクノロジーと特殊能力を生かし、互いに協力して巨悪と戦いながら仲間の捜索と世界の変革を開始する物語が始まることとなった。
シーズン2ではウイルス感染により、マックスはローガンに接触できない事態となるが、かつての仲間がある時は敵や味方となって登場し、真の自由を手に入れるための戦いに向かってゆく。

## 用語
ジェネティック
遺伝子操作により作られた特殊能力を持つ人間。遺伝子操作の影響により筋力、跳躍力、スピード、視力などの能力が常人より優れている。兵士としては非常に強力だが遺伝子操作の副作用で体内で特定の栄養素を作れない、老化のスピードが速いなどといった欠点を持つ者もいる。首筋にバーコードが刻まれており、それぞれ認識番号で管理されている。このバーコードは遺伝子に組み込まれているため、何らかの方法により削り取っても時間が経つと再び浮かび上がってしまう。多くのジェネティックの外見は普通の人間と変わりないが、シーズン2では組み込まれた遺伝子の作用が外見に強く出ているジョシュアのようなジェネティックも登場した。
マンティコア
ジェネティックが製造・収容されているDNA研究所の名称。
アイズ・オンリー
テレビ電波をのっとり、政治や汚職などの真実を伝える放送を行う人物の通称。名前の由来は両目のみの映像で登場することから。
ファミリア
ジェネティックたちと同じく超人的な力を持つ戦士たちであり、第2シーズンでマックスたちと対決する。ホワイトもこの一人である。実は古代から存在する組織。遺伝子操作ではなく特殊な交配などを繰り返すことで超人的な能力を身につけている。ジェネティックたちと異なりバーコードはない。ジェネティックの事はクリーチャー、ミュータントと蔑んでいる。ジョシュアが昔サンドマンから貰ったペンダントの模様は、ファミリアの紋章と同じマークだった。
サンドマン
ジェネティック達の生みの親。実はファミリアに在籍していたことがあり、ホワイトの父親である。

## 主要登場人物
| 登場人物                            | 俳優                         | 日本語吹替（VHS・DVD版/テレビ版） | 概要 |
| ----------------------------------- | ---------------------------- | --------------------------------- | --- |
| マックス・ゲバラ X5-452             | ジェシカ・アルバ             | 冬馬由美 / 坂本真綾               | 主人公。普段は自転車の宅配人で、生き別れになった仲間を探し続けている。遺伝子操作によって作られた"戦士"で、体力知力とも超人的な力を誇る。ただし、特定の栄養源を体内では作ることが出来ないなど弱点もいくつかある。子供の頃のトラウマから、銃が嫌い。            |
| ローガン・ケイル “アイズ・オンリー” | マイケル・ウェザリー         | 堀内賢雄 / 山寺宏一               | サイバージャーナリストで、アイズオンリーの正体。実家は資産家で裕福。マックスとは複雑な関係。第1話で足を負傷して車椅子生活になるが、第1シーズン終盤に補助具を付けて歩けるようになり脚力が飛躍的に上がる。                                                      |
| オリジナル・シンディ                | ヴァレリー・レイ・ミラー     | - / 石塚理恵                      | マックスの親友の黒人女性で、ルームメイトで宅配会社でも同僚で、レズビアン。マックスの正体を知った後も、それまでと変わらぬ態度で接した。小説版では、軍隊に所属していた過去が追加された。                                                                        |
| スケッチー                          | リチャード・ガン             | 高木渉 / 森川智之                 | 宅配会社の同僚。夢はジャーナリストであり、配達の仕事にうんざりしている。 |
| ノーマル                            | J・C・マッケンジー           | 仲野裕 / 福田信昭                 | 宅配会社の上司で、ことあるごとに難癖を付けてマックス達を解雇しようとするが、結局はいつも失敗してしまう。有名大学卒のインテリだが、この時代では大して意味をなさない。悪人というわけではなく、優しい一面もある。                                                |
| ドナルド・ライデッカー大佐          | ジョン・サヴェージ           | 石塚運昇 / 谷口節                 | 研究所の責任者で当初マックスらの「敵」であったが、更なる研究を企てる上層部により、追われる身となる。第2シーズン途中で行方不明になるが、小説版のラストで生きていることが判明する。マックスはライデッカーの亡き妻に似ているらしく、マックスは特別な存在である。 |
| ザック X5-599                       | ウィリアム・グレゴリー・リー | - / 神奈延年                      | 脱走したX5たちのリーダーで、マックスの兄のような存在。第1シーズンでマックスと共に捕まり心臓を撃たれたマックスを助けるため拳銃自殺し、心臓を提供する。ローガンを快く思っていない。第2シーズンではサイボーグ化して登場する。                                    |
| ブリン X5-73                        | ニコール・ビルダーバック     | - / -                             | マックスの「姉妹」のような存在に当たるが、刺客として派遣される。何度か改造され強化される。ライデッカーを裏切り、上部の任務を遂行する。第1シーズンで爆発に巻き込まれたのか、第2シーズンでは出てこない。                                                        |
| ティンガ X5-656                     | リサ・アン・カバサ           | - / -                             | マックスの「姉妹」のような存在。一般人と結婚して子供を出産する。第1シーズン終盤に敵に捕われ命を落とす。 |
| エリザベス・レンフロ“マダムX”       | ナナ・ヴィジター             | - / -                             | |
| ケンドラ・メイバウム                | ジェニファー・ブランク       | - / 林佳代子                      | マックスの最初のルームメイト。第1シーズンで恋人が出来、同棲したためマックスたちの元から去る。 |
| アレック・マクドウェル X5-494       | ジェンセン・アクレス         | 成田剣 / 中原茂                   | 第2シーズンから登場し、マックスの「兄弟」的存在に当たる。厳格なマンティコアにいたにもかかわらず女好きであり、他のジェネティックと違って堅物な軍人タイプではない。マックスとは対立することも何度かある。                                                       |
| エイメス・ホワイト                  | マーティン・カミンズ         | - / -                             | ライデッカーに替わり、ジェネティック達の追跡・捕獲を命ぜられている。マックス達と互角に戦える戦闘力の持ち主。 |
| アーシャ・バーロウ                  | アシュレイ・スコット         | - / -                             | 反政府組織S1Wのリーダー格。マックス不在の間、ローガンと手を組んで事件を解決していた。ローガンの正体を知らない。 |
| ジョシュア                          | ケヴィン・デュランド         | - / -                             | 最初の遺伝子操作によるジェネティックで、犬人間。研究所では地下室に隠れ住んでいた。バーコードはない。絵の才能があり、若干臆病な一面があるが、戦闘力はホワイトをも上回る程高い。                                                                                |
| ブリング                            | ピーター・ブライアント       | - / -                             | |
| ハーバル・ソート                    | アリミ・バラード             | 檀臣幸 / 檜山修之                 | |
| マシュー・“マット”・サン            | バイロン・マン               | - / 松本保典                      | ローガンの協力者の一人で、アジア人の刑事。ローガンの正体を知らない。 |

- 第1シーズン第22話にKrit（X5-471）として、ジェシカ・アルバの実弟のジョシュア・アルバが出演している。

## エピソード
| シーズン | シーズン | 話数 | 放送日        | 放送日         | DVD発売日      | DVD発売日     |
| シーズン | シーズン | 話数 | シーズン初回  | シーズン最終回 | Region 1       | Region 2      |
| -------- | -------- | ---- | ------------- | -------------- | -------------- | ------------- |
|          | 1        | 22   | 2000年10月3日 | 2001年5月22日  | 2003年5月20日  | 2003年2月24日 |
|          | 2        | 21   | 2001年9月28日 | 2002年5月3日   | 2003年10月21日 | 2003年6月2日  |

### 第1シーズン（2000-01年）
| No. | #   | 日本語題 原題                                         | 監督                         | 脚本                                                                                            | 放送日         | プロダクション コード |
| --- | --- | ----------------------------------------------------- | ---------------------------- | ----------------------------------------------------------------------------------------------- | -------------- | --------------------- |
| 1–2 | 1–2 | "マックス" "Pilot"                                    | デヴィッド・ナッター         | ジェームズ・キャメロン & チャールズ・H・イグリー                                                | 2000年10月3日  | 1ADE79                |
| 3   | 3   | "ハンナ" "Heat"                                       | マイケル・ケイトルマン       | パトリック・ハービンソン                                                                        | 2000年10月10日 | 1ADE01                |
| 4   | 4   | "トリプトファン" "Flushed"                            | テレンス・オハラ             | レネ・エシェヴァリア & チャールズ・H・イグリー                                                  | 2000年10月17日 | 1ADE03                |
| 5   | 5   | "クリーム" "C.R.E.A.M."                               | クリス・ロング               | デヴィッド・ザベル                                                                              | 2000年10月31日 | 1ADE02                |
| 6   | 6   | "ザック" "411 on the DL"                              | ジョー・アン・フォーグル     | ドリス・イーガン                                                                                | 2000年11月14日 | 1ADE04                |
| 7   | 7   | "ジュード" "Prodigy"                                  | デヴィッド・ジャクソン       | 原案: チャールズ・H・イグリー & レネ・エシェヴァリア 脚本: パトリック・ハービンソン             | 2000年11月21日 | 1ADE05                |
| 8   | 8   | "ブリン" "Cold Comfort"                               | ジェフリー・レヴィ           | ホセ・モリーナ                                                                                  | 2000年11月28日 | 1ADE06                |
| 9   | 9   | "WANTED" "Blah Blah Woof Woof"                        | ポール・シャピロ             | モイラ・カーランド・デッカー                                                                    | 2000年12月12日 | 1ADE07                |
| 10  | 10  | "アウト" "Out"                                        | サラ・ピア・アンダーソン     | デヴィッド・ザベル                                                                              | 2001年1月9日   | 1ADE08                |
| 11  | 11  | "レッド" "Red"                                        | マイケル・ケイトルマン       | 原案: チャールズ・H・イグリー & レネ・エシェヴァリア 原案: ホセ・モリーナ & デヴィッド・ザベル  | 2001年1月16日  | 1ADE09                |
| 12  | 12  | "アート" "Art Attack"                                 | ジェームズ・A・コントナー    | ドリス・イーガン                                                                                | 2001年2月6日   | 1ADE10                |
| 13  | 13  | "インプラント" "Rising"                               | デュエイン・クラーク         | 原案: ホセ・モリーナ & デヴィッド・ザベル 脚本: ドリス・イーガン & モイラ・カーランド・デッカー | 2001年2月13日  | 1ADE11                |
| 14  | 14  | "ティンガ" "The Kidz Are Aiight"                      | ジェフ・ウールノー           | チャールズ・H・イグリー & レネ・エシェヴァリア                                                  | 2001年2月20日  | 1ADE12                |
| 15  | 15  | "ジェイス" "Female Trouble"                           | ジョン・クレッチマー         | パトリック・ハービンソン                                                                        | 2001年3月13日  | 1ADE13                |
| 16  | 16  | "ヘブン" "Haven"                                      | マイケル・ローデス           | ホセ・モリーナ                                                                                  | 2001年3月27日  | 1ADE14                |
| 17  | 17  | "AN918" "Shortie's in Love"                           | ポール・シャピロ             | アディサ・イワ                                                                                  | 2001年4月17日  | 1ADE15                |
| 18  | 18  | "ベン" "Pollo Loco"                                   | トーマス・J・ライト          | ドリス・イーガン                                                                                | 2001年4月24日  | 1ADE16                |
| 19  | 19  | "ホバドロン" "I and I Am a Camera"                    | ジェフ・ウールノー           | デヴィッド・シムキンズ                                                                          | 2001年5月1日   | 1ADE17                |
| 20  | 20  | "Jr." "Hit a Sista Back"                              | ジェームズ・ホイットモア・Jr | モイラ・カーランド・デッカー                                                                    | 2001年5月8日   | 1ADE18                |
| 21  | 21  | "ジェネティック" "Meow"                               | D・J・カルーソー             | デヴィッド・ザベル                                                                              | 2001年5月15日  | 1ADE19                |
| 22  | 22  | "ジェネティックII" "...And Jesus Brought a Casserole" | ジョー・アン・フォーグル     | チャールズ・H・イグリー & レネ・エシェヴァリア                                                  | 2001年5月22日  | 1ADE20                |

### 第2シーズン（2001-02年）
| No. | #  | 日本語題 原題                                   | 監督                           | 脚本 | 放送日         | プロダクション コード |
| --- | -- | ----------------------------------------------- | ------------------------------ | --- | -------------- | --------------------- |
| 23  | 1  | "ファーザー・サンドマン" "Designate This"       | ジェフ・ウールノー             | モイラ・カーランド・デッカー                                                                                     | 2001年9月28日  | 2ADE01                |
| 24  | 2  | "ジャンク" "Bag 'Em"                            | ヴァーン・ギラム               | マージョリー・デヴィッド                                                                                         | 2001年10月5日  | 2ADE02                |
| 25  | 3  | "インディアン・レジェンド" "Proof of Purchase"  | トーマス・J・ライト            | トミー・トンプソン                                                                                               | 2001年10月12日 | 2ADE03                |
| 26  | 4  | "フェイク・ラブ" "Radar Love"                   | ジェフ・ウールノー             | マイケル・アンジェリ                                                                                             | 2001年10月26日 | 2ADE04                |
| 27  | 5  | "ハロウィーン" "Boo"                            | レス・ランドウ                 | チャールズ・H・イグリー & モイラ・カーランド・デッカー                                                           | 2001年11月2日  | 2ADE05                |
| 28  | 6  | "ツイン" "Two"                                  | アラン・クローカー             | ホセ・モリーナ                                                                                                   | 2001年11月9日  | 2ADE06                |
| 29  | 7  | "ピースフル・マインド" "Some Assembly Required" | ニック・マーク                 | ロバート・ドハティ                                                                                               | 2001年11月16日 | 2ADE07                |
| 30  | 8  | "マーメイド" "Gill Girl"                        | ブライアン・スパイサー         | マージョリー・デヴィッド                                                                                         | 2001年12月7日  | 2ADE08                |
| 31  | 9  | "ファミリア" "Medium Is the Message"            | ジェフ・ウールノー             | マイケル・アンジェリ                                                                                             | 2001年12月14日 | 2ADE09                |
| 32  | 10 | "ブレイン" "Brainiac"                           | スティーヴン・ウィリアムズ     | チップ・ヨハンセン                                                                                               | 2002年1月11日  | 2ADE10                |
| 33  | 11 | "ピアノ・レッスン" "The Berrisford Agenda"      | トーマス・J・ライト            | モイラ・カーランド・デッカー                                                                                     | 2002年1月18日  | 2ADE11                |
| 34  | 12 | "12 hours" "Borrowed Time"                      | デヴィッド・ストレイトン       | ホセ・モリーナ                                                                                                   | 2002年2月1日   | 2ADE12                |
| 35  | 13 | "ホスピタル" "Harbor Lights"                    | ケネス・ビラー                 | ロバート・ドハティ                                                                                               | 2002年2月8日   | 2ADE13                |
| 36  | 14 | "バンパイア" "Love in Vein"                     | デヴィッド・グロスマン         | マイケル・アンジェリ                                                                                             | 2002年3月8日   | 2ADE14                |
| 37  | 15 | "ロスト" "Fuhgeddaboudit"                       | モーガン・ジェームズ・ベッグズ | ジュリー・ヘス                                                                                                   | 2002年3月15日  | 2ADE15                |
| 38  | 16 | "スクール" "Exposure"                           | スティーヴン・ウィリアムズ     | モイラ・カーランド・デッカー                                                                                     | 2002年3月22日  | 2ADE16                |
| 39  | 17 | "ハロー、グッバイ" "Hello, Goodbye"             | ジェフ・ウールノー             | 原案: ホセ・モリーナ & シンディ・グロッスンベイチャー 脚本: ホセ・モリーナ                                       | 2002年4月5日   | 2ADE17                |
| 40  | 18 | "ハロー、グッバイII" "Dawg Day Afternoon"       | ケネス・ビラー                 | ロバート・ドハティ                                                                                               | 2002年4月12日  | 2ADE18                |
| 41  | 19 | "453" "She Ain't Heavy"                         | アラン・クローカー             | マイケル・アンジェリ & ロバート・ドハティ                                                                        | 2002年4月19日  | 2ADE19                |
| 42  | 20 | "コード" "Love Among the Runes"                 | ジェームズ・ホイットモア・Jr   | ホセ・モリーナ & モイラ・カーランド・デッカー                                                                    | 2002年4月26日  | 2ADE20                |
| 43  | 21 | "ターミナル・シティ" "Freak Nation"             | ジェームズ・キャメロン         | 原案: ジェームズ・キャメロン & チャールズ・H・イグリー 脚本: アイラ・スティーヴン・ベール & レネ・エシェヴァリア | 2002年5月3日   | 2ADE21                |

## 日本でのテレビ放送
「シーズン1」は2002年7月8日から同年10月21日まで、テレビ朝日系にて毎週月曜20:00-20:54(JST)に放送（改編期でもないが『タイムショック21』の後番組として開始。一部のエピソードを除く。初回と最終2本はそれぞれ2002年7月7日、11月3日に『日曜洋画劇場』枠にて放送）
。
2002年11月4日から同じ時間に「シーズン2」の放送が始まるが、2002年12月2日の第5話をもってゴールデン枠での放送を打ち切り。残りのエピソードは2003年1月25日から同年3月31日にかけて、一部地域のみ深夜枠で放送された（放送時間不定）。

## 小説
- 『ダーク・エンジェル 戦闘前夜』（角川文庫）ISBN 4042826032
- 『ダーク・エンジェル―スキン・ゲーム』（角川文庫）ISBN 4042826040
- 『ダーク・エンジェル―最終戦争』（角川文庫）ISBN 4042826059

作：マックス・アラン・コリンズ／訳：鎌田三平・小田川佳子

## DVD
- シーズン1

Disc-1〜11　各2話収録　※Disc-1のみ1話収録
※Disc-11収録特典（ジェームズ・キャメロン　インタビュー 、ジェシカ・アルバ　インタビュー、オリジナル予告編集、TVスポット集）
- DVDコレクターズBOX1（Disc-2〜6、各2話収録）、DVDコレクターズBOX2（Disc-7〜11）

- シーズン2

Disc-1〜11　各2話収録　※Disc-11のみ1話収録
※Disc1収録特典（インタビュー集（ジェームズ・キャメロン、ジェシカ・アルバ、マイケル・ウェザリー、ジェンセン・アクルス、ケビン・ドゥランド）
※Disc-11収録特典（TVスポット集、オリジナル予告編集、「来日記者会見」映像、「Life In Tokyo」（来日舞台裏）映像）
- DVDコレクターズBOX1（Disc-2〜6、各2話ずつ収録）、DVDコレクターズBOX2（Disc-7〜11、各2話収録、※Disc-11のみ1話収録）

- 字幕翻訳：桜井 文、吹替翻訳：有尾さゆり

片面1層、カラー、スタンダード・サイズ、音声：1.英語 ドルビーサラウンド、2.日本語 ステレオ、字幕：日本語、英語